# Zutomayo
Zutto Mayonaka de Iinoni. (ずっと真夜中でいいのに。), abrégé en Zutomayo, est un groupe japonais de rock formé en 2018. De nature assez mystérieuse, le groupe n'a jamais révélé la liste complète des membres, créditant seulement les compositeurs, arrangeurs et producteurs du clip à chaque fois. Le seul membre identifiable à être constamment présent est la chanteuse, une femme inconnue nommée ACAね « ACA-Ne » prononcé « Akané ».
Malgré le peu d'informations publiées, le groupe connaît un succès commercial. Les trois EP de Zutomayo ont atteint respectivement les 8e, 1er et 2e rangs du classement des albums Oricon. Le groupe a également été invité à se produire au Fuji Rock Festival 2019 un an après ses débuts.

## Style
Mis à part ACA-Ne, la chanteuse, on ne sait pas combien de personnes composent Zutomayo. On ne connaît pas leurs visages : ils se produisent généralement derrière un écran translucide lors de concerts, y compris au Fuji Rock Festival 2019. Beaucoup ont souligné que le secret de Zutomayo concernant ses membres contribuait à sa popularité.
Zutomayo produit généralement de la musique désignée comme rock, souvent avec des lignes de basse complexes inspirées du funk. La voix d'ACA-Ne a été décrite comme « énergique », « expressive » et « délicate »,.

## Biographie
Le groupe a fait ses débuts en sortant sa première chanson, 秒針を噛む (Byōshin wo Kamu), sur YouTube le 4 juin 2018. La chanson est devenue un succès immédiat, recueillant 200 000 vues au cours de la première semaine,. De plus, après sa sortie sur les plateformes de streaming le 30 août, la chanson est devenue la chanson la plus diffusée cette même semaine. Après la sortie de la chanson, Zutomayo a tenu son premier concert au Daikanyama Loop à Tokyo. Les spectateurs ont reçu des lunettes opaques et ont signalé que toute la salle était plongée dans le noir pendant toute la durée du concert.  Le groupe continuerait de dissimuler leur identité lors de futurs concerts.
Zutomayo a sorti deux autres singles numériquement avant de sortir son premier EP, 正しい偽りからの起床 (Tadashii Itsuwari Kara no Kishō), le 14 novembre via EMI Records Japan. L'EP a atteint le 8e rang du classement des albums Oricon et a été nommé aux 19e CD Shop Awards,,. Le 5 juin 2019, un deuxième EP est sorti intitulé 今は今で誓いは笑みで (Imawa Imade Chikaiwa Emide), qui est arrivé en tête du classement Oricon. Le premier album du groupe, 潜潜話 (Hisohiso Banashi), est sorti le 30 octobre de la même année.

## Discographie
En septembre 2020, Zutomayo a sorti trois EP et un album complet depuis ses débuts. Certaines chansons contenues dans ces albums ont d'abord été publiées sur Internet avant la sortie de l'album.

### Albums Studio
| Titre                     | Détails de l'album                                                                                         | Meilleures positions       | Meilleures positions    |
| Titre                     | Détails de l'album                                                                                         | Oricon Weekly Albums Chart | Billboard Japan Hot 100 |
| ------------------------- | --- | -------------------------- | ----------------------- |
| 潜潜話 (Hisohiso Banashi) | - Sortie: 30 octobre 2019 - Étiquette: EMI Records Japan (UPCH-20532, UPCH-29344, UPCH-29345) - Format: CD | 5                          | 4                       |
| ぐされ (Gusare)           | - Sortie: 10 février 2021 - Étiquette: EMI Records Japan (UPCH-20570, UPCH-29382, UPCH-29381) - Format: CD |                            |                         |

### EP
| Titre                                                  | Détails de l'EP                                                                             | Meilleures positions       | Meilleures positions    |
| Titre                                                  | Détails de l'EP                                                                             | Oricon Weekly Albums Chart | Billboard Japan Hot 100 |
| ------------------------------------------------------ | ------------------------------------------------------------------------------------------- | -------------------------- | ----------------------- |
| 正しい偽りからの起床 (Tadashii Itsuwari Kara no Kishō) | - Sortie: 14 novembre 2018 - Label: EMI Records Japan (UPCH-29308, UPCH-20497) - Format: CD | 8                          | 3                       |
| 今は今で誓いは笑みで (Imawa Imade Chikaiwa Emide)      | - Sortie: 12 juin 2019 - Label: EMI Records Japan (UPCH-29330, UPCH-20516) - Format: CD     | 1                          | 1                       |
| 朗らかな皮膚とて不服 (Hogarakana Hifutote Fufuku)      | - Sortie: 5 août 2020 - Label: EMI Records Japan (UPCH-29366, UPCH-20552) - Format: CD      | 2                          | 2                       |

### Singles
| #  | Date de sortie   | Titre                                          | Format                   | Album                                                  |
| -- | ---------------- | ---------------------------------------------- | ------------------------ | ------------------------------------------------------ |
| 1  | 30 août 2018     | 秒針を噛む (Byōshin wo Kamu)                   | Téléchargement numérique | 正しい偽りからの起床 (Tadashii Itsuwari Kara no Kishō) |
| 2  | 24 octobre 2018  | 脳裏上のクラッカー (Nōriue no Cracker)         | Téléchargement numérique | 正しい偽りからの起床 (Tadashii Itsuwari Kara no Kishō) |
| 3  | 7 novembre 2018  | Humanoid (ヒューマノイド)                      | Téléchargement numérique | 正しい偽りからの起床 (Tadashii Itsuwari Kara no Kishō) |
| 4  | 27 février 2019  | 眩しいDNAだけ (Mabushii DNA Dake)              | Téléchargement numérique | 今は今で誓いは笑みで (Imawa Imade Chikaiwa Emide)      |
| 5  | 22 mai 2019      | 正義 (Seigi)                                   | Téléchargement numérique | 今は今で誓いは笑みで (Imawa Imade Chikaiwa Emide)      |
| 6  | 5 juin 2019      | 勘冴えて悔しいわ (Kan Saete Kuyashiiwa)        | Téléchargement numérique | 今は今で誓いは笑みで (Imawa Imade Chikaiwa Emide)      |
| 7  | 2 octobre 2019   | 蹴っ飛ばした毛布 (Kettobashita Moufu)          | Téléchargement numérique | 潜潜話 (Hisohiso Banashi)                              |
| 8  | 9 octobre 2019   | こんなこと騒動 (Konnakoto Soudou)              | Téléchargement numérique | 潜潜話 (Hisohiso Banashi)                              |
| 9  | 18 octobre 2019  | ハゼ馳せる果てるまで (Haze Haseru Haterumade)  | Téléchargement numérique | 潜潜話 (Hisohiso Banashi)                              |
| 10 | 29 octobre 2019  | Dear Mr. 'F'                                   | Téléchargement numérique | 潜潜話 (Hisohiso Banashi)                              |
| 11 | 15 mai 2020      | STUDY ME (お勉強しといてよ, Obenkyōshitoiteyo) | Téléchargement numérique | 朗らかな皮膚とて不服 (Hogarakana Hifutote Fufuku)      |
| 12 | 13 juillet 2020  | Milabo                                         | Téléchargement numérique | 朗らかな皮膚とて不服 (Hogarakana Hifutote Fufuku)      |
| 13 | 23 juillet 2020  | Fastening (低血ボルト)                         | Téléchargement numérique | 朗らかな皮膚とて不服 (Hogarakana Hifutote Fufuku)      |
| 14 | 11 août 2020     | Ham                                            | Téléchargement numérique | 朗らかな皮膚とて不服 (Hogarakana Hifutote Fufuku)      |
| 15 | 3 novembre 2020  | Darken (暗く黒く)                              | Téléchargement numérique | ぐされ (Gusare)                                        |
| 16 | 27 novembre 2020 | Hunch Gray (勘ぐれい)                          | Téléchargement numérique | ぐされ (Gusare)                                        |
| 17 | 17 décembre 2020 | Can't Be Right (正しくなれない)                | Téléchargement numérique | ぐされ (Gusare)                                        |
| 18 | 20 janvier 2021  | Darken (暗く黒く)                              |                          |                                                        |
| 19 | 10 février 2021  | One's Mind (胸の煙)                            |                          |                                                        |
| 20 | 30 mars 2021     | Kansaete (勘冴えて悔しいわ)                    |                          |                                                        |
| 21 | 18 juin 2021     | Inside Joke (あいつら全員同窓会)               |                          |                                                        |
| 22 | 4 juillet 2021   | Stay Foolish (ばかじゃないのに)                |                          |                                                        |
| 23 | 2 décembre 2021  | Neko Reset (猫リセット)                        |                          |                                                        |
| 24 | 16 février 2022  | QUILT (袖のキルト)                             |                          |                                                        |
| 25 | 11 avril 2022    | MIRROR TUNE (ミラーチューン)                   |                          |                                                        |